# Doopsgezinde kerk (Enschede)
De Doopsgezinde kerk, ook wel Mennistenkerk genoemd, aan de Stadsgravenstraat in de Overijsselse stad Enschede is een voormalig kerkgebouw. Het is een gemeentelijk monument.

## Beschrijving
Het kerkgebouw heeft een houten toren met naaldspits op een tuitgevel met zandstenen dekplaten. De er naast staande voormalige kosterswoning bestaat uit een begane grond en een zolderverdieping. Dit pand is in gebruik als stadsbrouwerij en café.

## Geschiedenis
De kerk werd gebouwd in 1864, vlak na de grote brand in Enschede in 1862. Hij verving de doopsgezinde kerk uit 1769 die bij de brand was verwoest. Na 1970 werd de kerk niet meer voor de eredienst gebruikt en is verkocht. In 1971 werd het gebouw door brand beschadigd. Na renovatie kwam het in gebruik bij de discotheken 'De Zevende Hemel' (tot 2008) en 'Revelation' (tot 2014). De kansel bood toen plaats aan de diskjockey. In 2018 vestigde Stanislaus Brewskovitch een stadsbrouwerij in de voormalige kerk.